# Подолати страх
«Подолати страх» (ісп. Vencer el miedo) — мексиканський телесеріал 2020 року у жанрі драми та створений компанією Televisa. В головних ролях — Пауліна Ґото, Даніло Каррера, Еммануель Паломарес, Арселія Рамірес, Альберто Естрелья, Джейд Фрейзер, Сесар Евора. Перша серія вийшла в ефір 20 січня 2020 р. Серіал має 1 сезон. Завершився 47-м епізодом, який вийшов у ефір 22 березня 2020 р. Продюсер серіалу — Росі Окампо.

## Сюжет
Історія чотирьох представниць сім'ї Дуран, які переживають радості та труднощі жіночого буття у сучасній Мексиці.

## Франшиза
| Теленовела           | Сезони | Серій | Серій | Дата випуску     | Дата випуску       |
| Теленовела           | Сезони | Серій | Серій | Перший ефір      | Останній ефір      |
| -------------------- | ------ | ----- | ----- | ---------------- | ------------------ |
| Подолати страх       | 1      | 47    | 47    | 20 січня 2020 р  | 22 березня 2020 р  |
| Подолати нелюбов     | 1      | 93    | 93    | 12 жовтня 2020 р | 19 лютого 2021 р   |
| Подолати минуле      | 1      | 85    | 85    | 12 липня 2021 р  | 5 листопада 2021 р |
| Подолати відсутність | 1      | 80    | 80    | 18 липня 2022 р  | 4 листопада 2022 р |
| Подолати провину     | 1      | 80    | 80    | 26 червня 2023 р | 13 жовтня 2023 р   |

## Актори та ролі
| Актор               | Роль                               |
| ------------------- | ---------------------------------- |
| Пауліна Ґото        | Марсела Дуран Брачо                |
| Даніло Каррера      | Омар Сіфуентес                     |
| Еммануель Паломарес | Роммель Гуахардо                   |
| Арселія Рамірес     | Інес Брачо де Дуран                |
| Альберто Естрелья   | Вісенте Дюран                      |
| Джейд Фрейзер       | Крістіна Дуран Брачо               |
| Сесар Евора         | Орасіо Сіфуентес                   |
| Алехандро Авіла     | Давид Сіфуентес                    |
| Пабло Валентин      | Туліо Менендес                     |
| Марсело Кордоба     | Рубен Оліво                        |
| Беатріс Морено      | Ефігенія Крус «Донья Ефі»          |
| Карлос Бонавідес    | падре Антеро                       |
| Габріела Каррільо   | Марія Євгенія "Мару" Мендоса       |
| Мішель Гонсалес     | Ельвіра Тіноко                     |
| Джеральдін Гальван  | Жаклін Монтес                      |
| Енріке Монтано      | Рафаель Конті                      |
| Юрем Рохас          | Хуліо Ібарра "Санчо Клос"          |
| Маргарита Магана    | Магдалена «Магда» Мендоса де Брачо |
| Аріан Пеллісер      | Гвадалупе "Лупе" Гуахардо          |
| Мойсес Арісменді    | Фабіан Сіфуентес                   |
| Арлетт Пачеко       | Кармела                            |
| Адальберто Парра    | Дон Нето Бельтран                  |
| Хуан Карлос Баррето | Агустін                            |
| Сесілія Габріела    | Тамара                             |
| Лілія Арагон        | бабуся Омара                       |
| Пауліна де Лабра    | Ла Чата                            |
| Аданелі Нуньєс      | Мейбл Гарза де Сіфуентес           |
| Беа Ранеро          | -                                  |
| Даніела Ромо        | Барбара Альбарран де Фалькон       |

## Сезони
| Сезон | Епізоди | Епізоди | Оригінальний показ | Оригінальний показ | Оригінальний показ |
| Сезон | Епізоди | Епізоди | Перший показ       | Останній показ     | Мережа             |
| ----- | ------- | ------- | ------------------ | ------------------ | ------------------ |
| 1     | 46      | 46      | 20 січня 2020      | 22 березня 2020    | Las Estrellas      |

## Аудиторія
| Країна трансляції | Сезон | Розклад     | Серії | Перший ефір      | Перший ефір | Останній ефір     | Останній ефір | Середній бал |
| Країна трансляції | Сезон | Розклад     | Серії | Дата             | Дата        | Дата              | Дата          | Середній бал |
| ----------------- | ----- | ----------- | ----- | ---------------- | ----------- | ----------------- | ------------- | ------------ |
| Мексика           | 1     | 18:30—19:15 | 46    | 20 січня 2020 р  | 3,1         | 22 березня 2020 р | 3,8           | 3,22         |
| США               | 1     | 19:00—20:00 | 47    | 20 липня 2020 р, | 1,121       | 21 вересня 2020 р | 1,421         | 1,215        |

## Нагороди та номінації
| Рік  | Премія                       | Категорія                  | Номінант | Результат |
| ---- | ---------------------------- | -------------------------- | --- | --------- |
| 2020 | Prêmios TVyNovelas 2020      | Найкраща теленовела        | Росі Окампо | Номінація |
| 2020 | Prêmios TVyNovelas 2020      | Найкраща акторка           | Пауліна Ґото | Номінація |
| 2020 | Prêmios TVyNovelas 2020      | Найкращий актор            | Даніло Каррера | Номінація |
| 2020 | Prêmios TVyNovelas 2020      | Найкраща акторка-злодійка  | Ніколь Вале | Номінація |
| 2020 | Prêmios TVyNovelas 2020      | Найкращий актор-злодій     | Еммануель Паломарес | Номінація |
| 2020 | Prêmios TVyNovelas 2020      | Найкраща заслужена акторка | Арселія Рамірес | Перемога  |
| 2020 | Prêmios TVyNovelas 2020      | Найкращий заслужений актор | Альберто Естрелья | Перемога  |
| 2020 | Prêmios TVyNovelas 2020      | Найкраща акторка-партнерка | Джейд Фрейзер | Перемога  |
| 2020 | Prêmios TVyNovelas 2020      | Найкращий актор-партнер    | Аксель Рікко | Номінація |
| 2020 | Prêmios TVyNovelas 2020      | Найкращий режисер          | Мануель Барахас, Алехандро Фрутос Маза та Дієго Теноріо                                                                  | Номінація |
| 2020 | Prêmios TVyNovelas 2020      | Найкращий режисер          | Бенхамін Канн і Фернандо Несме                                                                                           | Номінація |
| 2020 | Prêmios TVyNovelas 2020      | Найкраща адаптація         | Педро Армандо Родрігес, Клаудія Веласко, Умберто Роблес, Алехандра Ромеро Меза, Херардо Перес Зерменьо та Густаво Бракко | Номінація |
| 2020 | Prêmios TVyNovelas 2020      | Найкраща тематична пісня   | «Rompe» (Пауліна Ґото)                                                                                                   | Перемога  |
| 2020 | TV Adicto Golden Awards 2020 | Найкращий макіяж і зачіски | Подолати страх | Перемога  |
| 2020 | TV Adicto Golden Awards 2020 | Найкраща чоловіча зірка    | Альберто Естрелья | Перемога  |